# Marek Ejsmont
Marek Ejsmont (ur. 1 marca 1961) – polski bokser, mistrz Polski.
Zdobył brązowy medal w wadze lekkośredniej (do 71 kg) na pierwszych mistrzostwach świata juniorów w 1979 w Jokohamie. Na mistrzostwach Europy juniorów w 1980 w Rimini odpadł w eliminacjach wagi średniej (do 75 kg). 
Był mistrzem Polski w wadze średniej w 1980, wicemistrzem w wadze półciężkiej (do 81 kg) w 1982 i 1983 oraz brązowym medalistą w wadze półciężkiej w 1984, 1985 i 1987.
Był również mistrzem Polski juniorów w wadze lekkośredniej w 1979 oraz młodzieżowym mistrzem Polski w wadze średniej w 1980. Zdobył drużynowe mistrzostwo Polski z Legią Warszawa w sezonie 1981/1982.
W 1981 wystąpił w reprezentacji Polski w meczu z NRD, wygrywając walkę w kategorii średniej. W 1979 i 1980 wygrał dwie walki w meczach młodzieżowej reprezentacji Polski. W 1983 zwyciężył w wadze półciężkiej w turnieju „Złota Łódka”.